# Championnat de France de rugby à XIII 1957-1958
Navigation
Édition précédente Édition suivante
Le Championnat de France de rugby à XIII 1957-1958 oppose pour la saison 1957-1958 les meilleures équipes françaises de rugby à XIII au nombre de seize.

## Liste des équipes en compétition
| Albi Avignon Bayonne Bordeaux Carcassonne Carpentras Cavaillon Lézignan Lyon Marseille Montpellier Bataillon de Joinville XIII Catalan Roanne Toulouse O. Villeneuve-sur-Lot |

Seize équipes participent au championnat de France de première division avec les arrivées de Montpellier et de Roanne.

## Déroulement de la compétition

### Classement de la deuxième phase
| Classement | Club                   | Points | Matchs |
| 1er        | Albi                   | 26     | 10     |
| 2e         | Carcassonne            | 23     | 10     |
| 3e         | Avignon                | 22     | 10     |
| 4e         | Villeneuve-sur-Lot     | 22     | 10     |
| 5e         | Lézignan               | 21     | 10     |
| 6e         | Bataillon de Joinville | 20     | 10     |
| 7e         | XIII Catalan           | 20     | 10     |
| 8e         | Marseille              | 18     | 10     |
| 9e         | Montpellier            | 16     | 10     |
| 10e        | Cavaillon              | 12     | 10     |

|  | Qualifié pour les demis finale |

Bayonne est forfait général. Il manque une rencontre entre le XIII Catalan et Lyon.

## Phase finale
|  | Demi-finales              | Demi-finales              | Demi-finales              | Demi-finales              |      |      | Finale                    | Finale                    | Finale                    | Finale                    |
|  |                           |                           |                           |                           |      |      |                           |                           |                           |                           |
|  | Le 11 mai 1958 à Grenoble | Le 11 mai 1958 à Grenoble | Le 11 mai 1958 à Grenoble | Le 11 mai 1958 à Grenoble |      |      | Le 25 mai 1958 à Toulouse | Le 25 mai 1958 à Toulouse | Le 25 mai 1958 à Toulouse | Le 25 mai 1958 à Toulouse |
|  | R.C. Albigeois            | R.C. Albigeois            | 29                        | 29                        |      |      | Le 25 mai 1958 à Toulouse | Le 25 mai 1958 à Toulouse | Le 25 mai 1958 à Toulouse | Le 25 mai 1958 à Toulouse |
|  | R.C. Albigeois            | R.C. Albigeois            | 29                        | 29                        |      |      | Le 25 mai 1958 à Toulouse | Le 25 mai 1958 à Toulouse | Le 25 mai 1958 à Toulouse | Le 25 mai 1958 à Toulouse |
|  | S.O. Avignon              | S.O. Avignon              | 9                         | 9                         |      |      | Le 25 mai 1958 à Toulouse | Le 25 mai 1958 à Toulouse | Le 25 mai 1958 à Toulouse | Le 25 mai 1958 à Toulouse |
|  | S.O. Avignon              | S.O. Avignon              | 9                         | 9                         | Albi | Albi | 8                         | 8                         |                           |                           |
|  | Le 11 mai 1958 à Toulouse |                           |                           |                           | Albi | Albi | 8                         | 8                         |                           |                           |
|  |                           |                           | Carcassonne               | Carcassonne               | 6    | 6    |                           |                           |                           |                           |
|  | Carcassonne               | Carcassonne               | Carcassonne               | Carcassonne               | 6    | 6    | 7                         | 7                         |                           |                           |
|  | Carcassonne               | Carcassonne               |                           |                           |      |      |                           | 7                         |                           |                           |
|  | U.S. Villeneuve           | U.S. Villeneuve           | 4                         | 4                         |      |      |                           |                           |                           |                           |
|  | U.S. Villeneuve           | U.S. Villeneuve           | 4                         | 4                         |      |      |                           |                           |                           |                           |

### Demi-finales
Les demi-finales ont lieu le dimanche 11 mai 1958.
| Demi-finale Dimanche 11 mai 1958 | R.C. Albigeois | 29 - 9 (13 - 3) | S.O. Avignon                               | Grenoble 1 949 spectateurs |
| Demi-finale Dimanche 11 mai 1958 | Essai(s) : 4 Husson, Deloncle, Vadon et Vergniory Transformation(s) : 3 Rives Pénalité(s) : 4 Rives Drop(s) : 1 Rives |                 | Essai(s) : 1 Béraud Pénalité(s) : 3 Rascol | Grenoble 1 949 spectateurs |
| Demi-finale Dimanche 11 mai 1958 | |                 |                                            | Grenoble 1 949 spectateurs |

| Demi finale Dimanche 11 mai 1958 | A.S. Carcassonne                                                  | 7 - 4 (7 - 2) | U.S. Villeneuve          | Stade Chapou, Toulouse Arbitre : M. de Souza |
| Demi finale Dimanche 11 mai 1958 | Essai(s) : 1 Nédorézoff Transformation(s) : 1 ? Pénalité(s) : 1 ? |               | Pénalité(s) : 2 Eito (2) | Stade Chapou, Toulouse Arbitre : M. de Souza |
| Demi finale Dimanche 11 mai 1958 |                                                                   |               |                          | Stade Chapou, Toulouse Arbitre : M. de Souza |

### Finale
(mt : 6 - 2)
Homme du match :
Points marqués :
- Albi: 3 pénalités de Rives, 1 drop de Rives
- Carcassonne: 3 pénalités de Marty

Évolution du score : 
Arbitre : M. Jameau (Marseille)
Spectateurs : 16 163
Composition des équipes :
- Albi: André Rives - Pierre Lataste, Jacques Viguier, José Vergniory, Guy Husson - Gabriel Bellot, Gilles Deloncle - Jean-Marie Bez, André Vadon, Gabriel Berthomieu, Gilbert Verdié, Paul Capus, Georges Fages - Entraîneur : Marcel Blanc
- Carcassonne: Louis Poletti - Jean Nédorézoff, Henri Castel, Gilbert Alberti, Pierre Azalbert - André Delpoux, Claude Teisseire - Charles Parédès, Raymond Gil, Jacques Savary, Jean Dedieu, Brial, André Marty - Entraîneur : Félix Bergèse

## Effectifs des équipes présentes
| Albi                   | Bellot Gabriel Berthomieu Jean-Marie Bez Capus Honoré Conti Corduriès Deffez Jean Deloncle Georges Fages Guy Husson Pierre Lataste André Rives Roques Serge Tonus André Vadon Gilbert Verdié José Vergniory Viguier Entraîneur : Marcel Blanc | Carcassonne  | Gilbert Alberti Pierre Azalbert Bessières Blandinnières Brial Henri Castel Jean Dedieu André Delpoux Fabre Gil Jean Jammes André Marty Mazon Jean Nédorézoff Parédès Louis Poletti Laurent Roldos Savary Claude Teisseire Vergé Entraîneur : Félix Bergèse                                |
| Villeneuve-sur-Lot     | Bertrand Ballouhey (o) Angélo Boldini Jacques Dubon Pascal Eito (m) Roger Estrada Jean Foussat Antoine Jimenez André Lacaze Lopez Michel Monclus Jean Panno Betrand Planté Ermes Tarozzi Pierre Touton Trompamer                              | Avignon      | André Béraud (c) André Casas Henri Cazade Dehaye Del Monaco Derradji Duplan Jacques Fabre Maurice Fabvre René Jean (m) Jacques Maigre Mallet Jacques Merquey Georges Rascol Fernand Rouqueirol (o) Jean Rouqueirol André Savonne                                                          |
| Toulouse               | Besset Bezombes Blanc Fernand Cantoni Castel Paul Caujolle Couveignes Descous Dubié Charles Galaup Herraez Roger Llanas Lô Moret Hugues Viès Villeneuve Entraîneur : Guy Vassal                                                               | Bayonne      | Artèche Barnabé Boileau Boulin Boy Robert Eramouspé Gonzalès Lagareste Marcadet Mary Million Raynal Rudelle Sedeilhan Vidal Villeneuve |
| Lézignan               | Roger Arcalis Gilbert Benausse René Benausse Bérail Louis Calmet Clottes Condouret Cubilié Desclaux Antoine Esquiva Frances Grasseau Roger Lacans Laguens Jean Le Camus Pazos Édouard Ponsinet Villemur                                       | Bordeaux     | Clément Andrinople André Audy Michel Borie André Carrère Raymond Contrastin Jacques Desvergnes Jean Dubon André Ducasse Christian Duplé Jean Hatchondo Labau Lacombe René Lamouliatte Jean-Michel Lueza Yves Meunier Francis Palats Pierre Sabourdy Armand Save Entraîneur : Raoul Bonamy |
| Bataillon de Joinville | Acquaviva Antranick Apellian Célestin Ayme Bettini Bonnet Bourreil Delorme Pierre Escourrou Fabre (m) Giriat Raymond Gruppi Jacques Merquey Moulinas Ounanian Augustin Parent Perducat Poulet                                                 | XIII Catalan | René Brousse Yves Civil Courbet Henri Delhoste José Guasch Francis Lévy Roger Majoral Robert Médus René Moulis Robert Pouderoux Jean Pambrun Puig-Aubert Truquet Vergès Roger Vial |
| Montpellier            | Casas Barcelo Robert Bougaron Claude Boutonnet Jean Casas Gervais Chanchou Jean Dop Joseph Guiraud Bernard Waysenson | Marseille    | Auguste Ambert Blanc (m) Roger Carmouze André Cruciano Raymond Damiani Graciet Gérard Lignières Robert Moncéré Denis Morelli Jacques Poux Henri Prudon Henri Raspaud François Rinaldi Albert Trione Entraîneur : Jean Duhau                                                               |
| Roanne                 | Georges Bastianelli Marcel Butin Gérard Chalet Jean Cribaillet Gérard Dautant Paul David Jacques Fernandez Podetti Louis Sangla Sanz Antoine Serra Maurice Voron                                                                              | Lyon         | Jean Darricau |
| Cavaillon              | François Montrucolis Roger Rey | Carpentras   | Baidé Bernard Guy Cardona Cazeaux Devillier Hernandez Lasmaries Leydier Lhomme Rob. Michel Rog. Michel Reboul Irangua |